# Rovaniemen keskuskenttä
Rovaniemen keskuskenttä, eller enbart Keskuskenttä (ungefär "centralplan"), är en fotbollsarena i Rovaniemi i Lappland, Finland. Arenan är hemmaplan för tipsligalaget RoPS men även för FC Santa Claus, som håller till lägre ned i seriesystemet. Efter renovering 2014-2015 är publikkapaciteten 2 803 åskådare, med 2 003 sittplatser.
Publikrekordet på Keskuskenttä härrör från andra omgången i Cupvinnarcupen 1987 då 8 543 åskådare såg RoPS besegra albanska KS Vllaznia med 1-0. För ligaspel är rekordet 5 471, vilket noterades när RoPS mötte HJK i Mästerskapsserien 1981.